# Communauté de communes du Pays des Achards
Die Communauté de communes du Pays des Achards ist ein französischer Gemeindeverband mit der Rechtsform einer Communauté de communes im Département Vendée in der Region Pays de la Loire. Sie wurde am 29. Dezember 1992 gegründet und umfasst elf Gemeinden. Der Verwaltungssitz befindet sich im Ort Les Achards.

## Historische Entwicklung
Mit Wirkung vom 1. Januar 2017 fusionierten die Gemeinden La Chapelle-Achard und La Mothe-Achard zur Commune nouvelle Les Achards. Außerdem wechselte die Gemeinde Saint-Mathurin zum Gemeindeverband Les Sables-d’Olonne Agglomération. Dadurch verringerte sich die Anzahl der Mitgliedsgemeinden von elf auf aktuell neun.

## Mitgliedsgemeinden
| Gemeinde                                   | Einwohner 1. Januar 2022 | Fläche km² | Dichte Einw./km² | Code INSEE | Postleitzahl |
| ------------------------------------------ | ------------------------ | ---------- | ---------------- | ---------- | ------------ |
| Beaulieu-sous-la-Roche                     | 2.366                    | 25,47      | 93               | 85016      | 85190        |
| La Chapelle-Hermier                        | 1.083                    | 17,94      | 60               | 85054      | 85220        |
| Le Girouard                                | 1.144                    | 25,10      | 46               | 85099      | 85150        |
| Les Achards                                | 5.451                    | 30,30      | 180              | 85152      | 85150        |
| Martinet                                   | 1.199                    | 18,11      | 66               | 85138      | 85150        |
| Nieul-le-Dolent                            | 2.546                    | 27,50      | 93               | 85161      | 85430        |
| Saint-Georges-de-Pointindoux               | 1.820                    | 15,37      | 118              | 85218      | 85150        |
| Saint-Julien-des-Landes                    | 2.018                    | 28,31      | 71               | 85236      | 85150        |
| Sainte-Flaive-des-Loups                    | 2.547                    | 36,11      | 71               | 85211      | 85150        |
| Communauté de communes du Pays des Achards | 20.174                   | 224,21     | 90               | –          | –            |